# زريدي ذهبي
الزريدي الذهبي أو تريفلي ذهبي أو الربيب أو الريم (الاسم العلمي: Gnathanodon speciosus)، نوع من الأسماك البحرية الكبيرة التي تنتمي إلى فصيلة الشيميات، وهو العضو الوحيد في جنس (أصنوفة أحادية الطراز) الزريدي. ينتشر على نطاق واسع في جميع أنحاء المياه الاستوائية وشبه الاستوائية في المحيطين الهندي والهادئ، والتي تتراوح من جنوب إفريقيا في الغرب إلى أمريكا الوسطى في الشرق، ويمتد إلى اليابان في الشمال وأستراليا في الجنوب. يحتل هذا النوع في الغالب المياه الساحلية حيث يقطن كل من الشعاب المرجانية والركائز الرملية.